# 大衛·帕默
大衛·帕默總統（David Palmer，1954年—2009年），港譯柏大衛總統，是美国电视连续剧《24》中虚构的美利坚合众国总统，在劇中被設定為美国历史上第一位非裔总统（2003年—2007年），由丹尼斯·赫柏特（Dennis Haysbert）扮演。在剧中大卫·帕默被塑造成一位广受民众爱戴的坚韧、有信念与富有同情心的伟大黑人领袖和民主党总统。大卫·帕默的妻子雪莉·帕默和胞弟兼白宫幕僚长偉恩·帕默对其施政有重大影响。其妹妹桑德拉·帕莫是一位民权律师．育有一儿一女（儿子凱斯Keith和女儿妮可Nicole）。

## 政治生涯
柏大衛本為馬利蘭州的參議員，後來參選總統。參選期間，他受到暗殺威脅，但被杰克·鮑爾多次拯救，後來當選總統。他在尋求連任的總統競選期間，前妻柏雪蓮被牽涉入一宗謀殺案，柏大衛因為維護她而向警察長作假口供，被對手得悉後決定退出選舉。
綜觀整個系列，帕默果敢決斷，在重要時刻作的決定多次粉碎了恐怖分子的詭計。他甚至以總統權力干涉其他行政部門，以幫助CTU（反恐局）。

### 第一季
大衛.帕莫的政治生涯遇上不少困難。在第一季，作為美國總統的候選人，他的政治威信受到威脅。他的兒子柏堅被懷疑在多年前殺害了強姦他女兒妮可的犯人。大衛.帕莫調查後發現公開事實真相比隱瞞真相更有好處，但他的妻子柏雪蓮正在以他的政治醜聞操控他，使帕默感到很憤怒，與她離婚。
大衛.帕莫在《24》故事的首10小時遇上了傑克·鮑爾。第一季故事發生之前，帕默參議員曾經下令一個由傑克·鮑爾帶領的行動，但行動中只有他生還，但傑克·鮑爾從不知道行動是由誰下令。傑克·鮑爾直接提出私底下會見帕默，當時，帕默以為傑克·鮑爾是為他的手下之死而報復，便要求傑克·鮑爾供出其他要刺殺他的人。傑克·鮑爾告訴帕默，他正在保護他的生命，令帕默最終相信傑克·鮑爾的動機，便恢復了他在CTU的職位。針對柏大衛的刺殺計劃最終被傑克·鮑爾和CTU破壞，帕默知道傑克·鮑爾整天的慘痛經歷，兩人深厚的交情由此開始。

### 第二季
一年後的第二季中，帕默已經入主白宮，成為美國總統。他收到情報，指一枚核彈將要在美國本土洛杉磯被引爆，而已離職的傑克·鮑爾和幕後黑手有聯絡。帕默總統聯絡上傑克·鮑爾，使他重新行動並繳獲該枚核彈。該枚核彈最終在一個偏遠地區被引爆，沒有做成大規模國民傷亡。經塞浦路斯录音揭露有三個國家與事件有關後，柏總統下令攻打該三國。後來，經傑克·鮑爾調查後，柏總統相信那些錄音是偽造的，下令取消攻擊。但幕僚長麥克·諾維克和副總統吉·普萊斯戈認為帕默突然害怕攻擊，是其無能力領導國家的表現。盧邁克和其他內閣成員根據《美國憲法第二十五修正案》投票，決議把柏大衛暫時停職並扣留，由彭占行總統職。後來，傑克·鮑爾證實了那些錄音是偽造的，彭占也下令停止攻擊。當帕默重新恢復總統職權，盧邁克與其他投票的內閣成員提出請辭，但他只是撤銷了盧邁克的職位。
當危機已過，柏大衛公開對傳媒演講時，曾在第一季行刺他的女刺客Mandy混在與他握手的人群當中。Mandy把病毒傳給柏總統，帕默便倒在地上昏迷。

### 24: 游戏
第二季的六個月後，帕默從暗殺襲擊中康復，但需要乘座輪椅。雖然他在電視上顯得很健康和強壯，足以領導國家，但當時彭占是美國的代理總統。後來，恐怖份子成功行刺彭占，使他命垂一線，帕默便宣告自己已經恢復健康，能重新執行美國總統職能。
幾個月後，（在漫畫《24：午夜太陽》），帕默總統開放了阿拉斯加的北極國家野生保護區（ANWR）。這引起爭議的決定是為了避免美國再受到油公司（如Max和金彼得）操控。

### 第三季
在第三季中，帕默仍然是美國總統，在尋求連任。他的新歡Anne受到醜聞困擾，雖然她是無辜的，但她還是離開了帕默。他的弟弟柏偉賢承認與帕默的最大支持者之妻有婚外情，使他面臨失去支持。傑克·鮑爾的生死也掌握在帕默的手中。帕默無奈地選擇要犧牲傑克·鮑爾，傑克·鮑爾發現了巨大的恐怖威脅，並提出要去當間諜。帕默雖不願傑克·鮑爾冒險，但受到傑克·鮑爾的信心打動，還是批准了。柏總統後來感到害怕，便請了柏雪蓮回到身邊協助。柏雪蓮提出要和柏大衛重新結婚作為條件，被拒絕。後來，柏雪蓮因他的政治醜聞被殺，柏大衛再次堅持以原則為先，在總統辯論中宣佈退出連任選舉。他的對手約翰·基勒繼任為美國總統。

### 第四季
第四季的總統祈約翰從墨西哥返回美國時，其專機空軍一號受到恐怖襲擊，使他命危。副總統查爾斯·洛根根據憲法第25條修正案成為代理總統後，下令逮捕傑克·鮑爾，使他失去捉拿恐怖份子的機會。他知道自己的判斷力不足，便請盧邁克作諮詢。盧邁克提議勞卓思邀請前總統柏大衛來當助手。帕默使CTU在第四季中的行動很順利，同時意識到勞卓思欠缺一個總統應有的領導能力。當事情出錯時，柏大衛受到責難；當事情順利時，勞卓思獨攬功勞。在最後一集，洛根告訴帕默，自己對於事情順利也起了作用。
傑克·鮑爾在行動誤殺中國領事，被迫假裝已死亡，柏大衛是其他一個知道他仍在生的人。為了答謝傑克·鮑爾多年來的幫助，柏大衛警告將會有特務被派往殺害他，使傑克·鮑爾及時逃走。

### 第五季
在第五季的開端，柏大衛和弟弟柏偉賢討論他的自傳時，被埋伏於隔鄰大廈的狙擊手行刺死亡。
這是韓基斯受到鮑君年命令，要殺害他、丁妙思、艾東尼和岳高蓮。

## 家庭与个人生活
劇中對於帕默一家的描述不多。根據柏雪蓮所說，她與柏大衛在高中時已經相識，後來結婚。他們的婚姻維持了25年，但柏大衛後來對柏雪蓮失去了信任，便提出離婚。離婚後，他們仍然保持聯絡。在第二、三季，柏大衛以雪莉作為特別的私人助手。當雪蓮被牽涉在一宗謀殺案的女子殺害時，帕默感到很震驚。
他和雪蓮育有一個女兒Nicole和一個兒子柏堅。多年前，當Nicole被強姦時，柏堅被懷疑殺了那人。這在柏大衛參選總統時被舊事重提。
在他尋求連任期間，他與他的私人醫生Anne Packard墮入愛河。帕默的幕僚長柏偉賢並不喜歡Anne。有時成為在第一場總統辯論當天，他的對手指控Anne和前夫涉及他們之前合營的藥劑公司偽造財政證明。帕默相信Anne是無辜的。當天，Anne的前夫在她面前自殺，她覺得生活太複雜，便與帕默分手。

## 履历
- 美利堅合眾國總統
- 美國國會參議員（馬里蘭州）
  - 參議院撥款委員會委員
  - 參議院国防特別撥款委員會主席
  - 參議院贸易附属委員會委員
- 美國國會众议员（馬里蘭州）
  - 眾議院道德委員會主席
  - 眾議院籌款委員會委員
  - 眾議院國防委員會委員
- 馬里蘭州州議會众议员（巴爾的摩）
- “Fidley, Barrow & Bain”法案法律代理人

## 学历
- 法學博士（馬里蘭州大學法学院）
- 艺术學士（喬治敦大學，政治經濟學）

## 荣誉
- 全国大学体育协会男子篮球冠军
- 东岸大联赛年度最佳后卫球员
- 乔治敦参与奖
- 《体育新闻》大学年度最佳球员
- 沃顿奖:年度最佳球员

## 发表文章
- 《纽约时报》, Op-Ed Page, 《塞尔维亚的强硬与欧洲的失稳》

## 主要立法
- 防衛籌款法案（第一季和第二季之間）
- 社會福利法案（第一季和第二季之間）
- 增加就業機會及勞工補助法（第二季和第三季之間）
- 一個改善美國人卫生保健的法案（柏總統最大支持者威脅要否決；未知通過與否）（第三季）

## 内阁与幕僚
- 副总统： 吉·普萊斯戈（第二、三季）
- 国务卿： 未知 （第二季）
- 国防部长： 威廉·诺伦 （24： 故事集）
- 幕僚长： 麥克·諾維克 （第一、二季）, 偉恩·帕默 （第三季）
- 国家安全局主管： 羅傑·斯坦頓 （第二季）
  - 国家安全局助理主管： 艾立克·雷本（第二季）
- 总统顾问：  林妮·蕾絲治  （第二季）
- 新闻秘书： 简妮·道尔（第二季）, 嘉利·怀荷（第三季）
- 国土安全部长： 约瑟夫·奥勒芬（第三季）

## 争议性的决策
- 暗中授權一個行動，除去科索沃戰爭的戰犯羅維達（第一季前2年）。徵慕Robert Ellis成立這行動。
- 在記者Ron Weiland不願意下把他下令拘留。（第二季）
- 下令拷問國家安全局主管施羅澤（第二季）
- 要求前妻柏雪蓮幫忙（第二、三季）
- 為了換取將要在洛杉磯爆發核彈的情報，向梅莉娜發出特赦令，赦免她為羅氏一家工作和謀殺包泰麗的罪行，容許她逃亡至北非。（第二季、第三季前）
- 在梅莉娜將要殺害傑克·鮑爾時應允赦免她，但帕默拯救了傑克·鮑爾，使這謀殺始終沒有發生。（第二季）
- 為了避免美國的供油者的威脅，容許在阿拉斯加州北極國家野生保護區的實驗性鑽取，遭受環保人士抗議。（《24：午夜太陽》）
- 在恐怖份子要求下，批准他們劫獄救出沙利蒙（第三季）
- 為作柏雪蓮的不在場證人，向洛杉磯警察作假口供（第三季）
- 答應恐怖份子桑士庭的多次要求，包括殺害CTU主管卓瑞安（第三季）
- 授權秘密軍事行動，以從中國領事館中取得中國籍的重要證人。在這行動中，中國領事為己方所殺，中國則視這為美國軍事挑釁。（第四季）

## 遇刺
在大卫·帕默被成功暗杀前，他已经是几次刺杀行动的受害人了。在第一季的一次总统竞选演说中，他被一名假扮成摄影师Martin Belkin的人射杀，但唯幸杰克·鮑爾制造了一次骚乱使他安全离开。 同一天的稍后时间特雷森家族试图通过杰克·鮑爾传递一个手提电话爆炸刺杀他（此时已是总统候选人）。在第二季的最后时刻，他被职业女杀手Mandy用不知名毒性物质行刺。
在第五季开始不多久，大概早上7点03分，大卫·帕默被狙击手从对面楼用一把.308（7.62×51 NATO）射穿喉咙死亡，以阻止他警告瑪莎·洛根（第一夫人）关于查爾斯·洛根总统与恐怖分子勾结的阴谋（大卫·帕默曾在早前某个时间打电话给瑪莎·洛根与她谈论“国家安全事务”）。 
在他被暗杀的时候，他正在和他的胞第偉恩·帕默一起编写他的回忆录。柏大衛總统享年55岁。全国人民和政治家，无论是民主党或是共和党，都在沉重悼念他。浩爾·加德納副總統曾对偉恩·帕默说：“你的哥哥是曾掌控白宫最伟大的人之一。”
对大卫·帕默总统的刺杀可以说是影射了对马丁·路德·金的刺杀——他们都是备受尊敬的黑人领袖。像大卫·帕默一样，马丁·路德·金也是被狙击来福枪射穿喉咙致死的，而且他们都是在同一分钟被杀的，马丁·路德·金在早上6点03分，大卫·帕默在早上7点03分。

## 灵柩运往华盛顿
大卫·帕默总统的遗体在从洛杉磯运往华盛顿之前，21响军礼炮奏放，向一代伟人致敬。查爾斯·洛根总统致辞赞扬柏大衛总统，说他“是大家所见的最伟大美国公民”。几分钟后，洛根因作为谋杀柏大衛总统的同谋而被自己的秘勤局特工逮捕。
运载大卫·帕默遗体的飞机早上7点从一个美国空军基地离开。柏大衛总统将安葬与阿灵顿国家公墓。他是继塔夫脱总统和肯尼迪总统后第三位获此殊荣之人。

## 琐事
- 就在大卫·帕默打算公开他家庭7年前的丑闻前，雪莉·帕默向媒体透露了大卫·帕默将成为民主党的总统候选人。
- 唯一一次大卫·帕默总统真正出现在电视上是以前总统身份出现的。即使如此，他荧屏背后的“白宫”也只是一条走廊和一个电梯。在那一季，帕默与查爾斯·洛根总统、麥克·諾維克和沃特·康敏斯度过了几乎6个小时。
- 除了一次外，所有对大卫·帕默总统的行刺，无论成功与否，都发生在洛杉磯时间早上7点到早上8点。
- 大卫·帕默总统和特勤艾倫·皮爾斯之间的友谊十分受人欢迎，尽管它从未搬上屏幕。其唯一性在于它由一位非裔总统和一位南方人结成。实际上，可能它未曾受到观众关注就是它“唯一”的原因，而不需任何语言的描绘。演员格伦·莫苏华也认为他们之间的关系是十分有趣和微妙的。

| 前任： 哈罗德·伯恩（Harold Barnes ） | 《24》美國總統 2003-2007 4年 | 繼任： 約翰·基勒（John Keeler） |